# Скотт-Ли, Лиза
Ли́за Мише́ль Скотт-Ли (англ. Lisa Michelle Scott-Lee; 5 ноября 1975, Райл, Денбишир, Уэльс, Великобритания) — уэльская певица, автор песен и танцовщица, выступает как солистка, а также как участница группы Steps.

## Биография
Лиза Мишель Скотт-Ли родилась 5 ноября 1975 года в Райле(графство Денбишир, Уэльс, Великобритания). У Лизы есть три брата — Стивен Скотт-Ли, Энтони Скотт-Ли и музыкант Энди Скотт-Ли (род.1980).
Лиза начала свою музыкальную карьеру в 1997 году и к 2012 году она выпустила 5 студийных музыкальных альбомов:
- Step One (1998)
- Steptacular (1999)
- Buzz (2000)
- Never or Now (2007)
- Light Up the World (2012).

С 14 августа 2004 года Лиза замужем за музыкантом Джонни Шенталлом (род.1978). У супругов двое детей — сын Джейден Энтони Шенталл-Ли (род.23.02.2008) и Стар Лили Шенталл-Ли (род.24.09.2009).